# Fragmossoma

Formação do fragmossoma numa célula de planta muito vacuolada. De cima a baixo: 1) Célula em interfase com um vacúolo central grande. 2) Os cordões citoplasmáticos que começam a penetrar no vacúolo. 3) Migração do núcleo para o centro da célula e formação do fragmossoma. 4) É completada a formação do fragmossoma e a formação da banda pré-profásica (pontos vermelhos das extremidades), que marca o futuro plano da divisão celular.

O fragmossoma é um cordão de citoplasma com elementos citoesqueléticos, que empurra o núcleo da célula vegetal para o centro da célula durante a divisão das células de plantas muito vacuoladas. Fragmossoma forma-se no ciclo celular durante a preparação para a mitose na fase G2 da interfase, logo após a replicação do DNA. Ao contrário das células animais, que geralmente têm um núcleo localizado no centro da célula e vacúolos muito pequenas, as células das plantas geralmente têm um grande vacúolo central, que pode ocupar cerca de 90% do volume celular e que relega o núcleo para uma posição periférica longe do centro. Para que a mitose ocorra nestas células, o núcleo deve ser movido para o centro da célula, para o qual o se forma o fragmossoma.
No início, formam-se cordões citoplasmáticos que penetram no vacúolo central da planta e darão origem ao caminho por onde se produzirá a migração do núcleo. Ao longo destes cordões citoplasmáticos, encontram-se filamentos de actina, que empurram o núcleo para o centro da célula. Estes cordões citoplasmáticos fundem-se formando uma lâmina transversal citoplasmática ao longo do que será o plano da futura divisão celular, formando assim o fragmossoma. A formação do fragmossoma só é claramente visível nas células de plantas divididas que são muito vacuoladas.
Pouco antes de se iniciar a mitosis, aparece uma densa banda de microtúbulos ao redor do fragmossoma e do futuro plano de divisão logo abaixo da membrana plasmática. Esta estrutura denomina-se faixa pré-profásica, que marca o plano equatorial da futuro fusão mitótica e os futuros locais de fusão da placa celular (septo divisório entre as células filhas) com a parede celular parental. A banda desaparece enquanto o envultório nuclear se desintegra e se forma a fusão.
O fragmoplasto (conjunto de microtúbulos e vesículas que originam a placa celular) situa-se perpendicular ao fragmossoma e avança desde o centro seguindo o plano do fragmossoma, movendo-se para a periferia à medida que a placa celular se forma. Quando a mitose termina, a placa celular dá lugar à nova parede celular divisória localizada ao longo do plano que ocupara o fragmossoma e se fundiu com a parede celular parental nos pontos onde estava a banda da pré-profase.